# 新居尔策
新居尔策（德語：Neu Gülze）是德国梅克伦堡-前波美拉尼亚州的一个市镇。总面积12.98平方公里，总人口796人，其中男性416人，女性380人（2011年12月31日），人口密度61人/平方公里。